# Hærchef (Danmark)
Hærchefen er den øverste militære leder for Hæren. Den nuværende hærchef er generalmajor Peter Harling Boysen.

## Historie
Fra Enevældens indførelse i 1660 til omkring 1800, havde monarken fuld kontrol over militæret. I krigstid kunne kommandoen delegeres til udvalgte generaler. Der blev derfor, lejlighedsvis, oprettet generalkommandoer i Norge og Hertugdømmerne. Under den Skånske Krig og Den Store Nordiske Krig der var i alt 19 overgeneraler, da kommandørerne tjente efter kongens glæde.
I begyndelsen af Englandskrigene etablerede kronprins Frederik generalkommandoer i hele Danmark. Oprindeligt havde de begrænset magt og det var planlagt at de skulle opløses efter krigen, men det blev besluttet at beholde dem. Efter kroningen af Christian 8. blev generalkommandoernes autoritet udvidet til at have reel kontrol over hæren i deres distrikter. Dette resulterede i problemer med den overordnede kommandostruktur, eftersom at feltkommandørerne og cheferne af generalkommandoerne reelt havde den samme autoritet. Dette problem kom frem under 1. Slesvigske Krig og udnævnelsen af Hans Hedemann som kommandør for felthæren (Nørrejyske Armékorps). Da Hedemann ikke havde nogen kontrol inden for generalkommandodistrikterne, var der ofte konflikter mellem ham og cheferne af disse. Den 27. marts 1849 blev Christoph von Krogh (som tidligere havde erstattet Hedemann), udnævnt til øverstbefalende for "hele den aktive Hær og over Befæstningerne og Batterierne i Jylland, paa Als og paa Fyn samt over de paa samme Steder for Hæren oprettede Magasiner og Depoter". Derudover blev det bestemt, at "den aktive Armé i alle Henseender skulde være uafhængig af Generalkommandoerne, hvilke [...] skulde assistere den, naar den enten helt eller delvist var i Generalkommandodistriktet". Dermed sikrede man at der ikke længere ville være nogen konflikt mellem overkommandoen og generalkommandoerne, der var dog stadigvæk ikke nogen samlet chef for hæren i fredstid.
Fra 1855 var der tre generalkommandoer; 1. Generalkommando ansvarlig for Sjælland og de omkringliggende øer, 2. Generalkommando for Nørrejylland, Fyn og Slesvig og 3. Generalkommando for Holstein og Lauenburg. Efter tabet af hertugdømmerne i 2. Slesvigske Krig, blev 3. Generalkommando opløst og 2. Generalkommandos areal reduceret. I Forsvarsforliget 1905, blev det besluttet at chefen for 1. Generalkommando ville fungere som overgeneral i tilfælde af krig.
Med Forsvarsforliget 1922 blev hæren underlagt store nedskæringer. Som et resultat blev 1. og 2. Generalkommando slået sammen for at skabe Generalkommandoen og derved skabte den første samlede chef i fredstid.
Med oprettelsen af Forsvarsstaben og Forsvarschefen blev Generalkommandoen erstattet af Hærkommandoen. I 1976, blev Hærkommandoen underlagt Forsvarskommandoen og skiftede navn til Hærstaben. I 1982, blev titlen som hærchef ændret til Hærens inspektør. Efter Forsvarskommissionen af 1988 blev det besluttet, at Hærstaben og stillinger som inspektør ville blive fjernet og derefter oprette Hærens Operative Kommando. Efter Forsvarsforliget 2013-2017 blev Hærens Operative Kommando opløst og reorganiseret til Hærstaben. Som en del af Forsvarsforliget 2018-2023 blev dette navn ændret til Hærkommandoen.

## Liste over chefer

### Overgeneral
1. Slesvigske Krig
| No. | Portræt | Navn (Født–Død)                              | Periode        | Periode        | Periode         | Ref.   |
| No. | Portræt | Navn (Født–Død)                              | Tiltrådte      | Aftrådte       | Tid på Posten   | Ref.   |
| --- | ------- | -------------------------------------------- | -------------- | -------------- | --------------- | ------ |
| 1   |         | Generalmajor Christoph von Krogh (1785–1860) | 27. marts 1849 | 12. april 1849 | 0 år og 16 dage | [ 14 ] |
| 2   |         | Generalmajor Frederik Bülow (1791–1858)      | 12. april 1849 | 24. maj 1849   | 0 år og 42 dage | [ 15 ] |
| (1) |         | Generalmajor Christoph von Krogh (1785–1860) | 24. maj 1849   | 2. juli 1850   | 1 år og 39 dage | [ 16 ] |

2. Slesvigske Krig
| No. | Portræt | Navn (Født–Død)                      | Periode           | Periode          | Periode          | Ref.   |
| No. | Portræt | Navn (Født–Død)                      | Tiltrådte         | Aftrådte         | Tid på Posten    | Ref.   |
| --- | ------- | ------------------------------------ | ----------------- | ---------------- | ---------------- | ------ |
| 1   |         | Christian de Meza (1792–1865)        | 24. december 1863 | 5. februar 1864  | 0 år og 43 dage  | [ 17 ] |
| –   |         | Mathias Lüttichau (1795–1870) fung.  | 5. februar 1864   | 28. februar 1864 | 0 år og 23 dage  | [ 18 ] |
| 2   |         | Georg Gerlach (1797–1865)            | 29. februar 1864  | 3. juli 1864     | 0 år og 125 dage | [ 19 ] |
| 3   |         | Peter Frederik Steinmann (1812–1894) | 4. juli 1864      | 1. november 1864 | 0 år og 150 dage | [ 20 ] |

Første verdenskrig
| No. | Portræt | Navn (Født–Død)                           | Periode        | Periode        | Periode          | Ref.                 |
| No. | Portræt | Navn (Født–Død)                           | Tiltrådte      | Aftrådte       | Tid på Posten    | Ref.                 |
| --- | ------- | ----------------------------------------- | -------------- | -------------- | ---------------- | -------------------- |
| 1   |         | Generalløjtnant Vilhelm Gørtz (1852–1939) | 1. august 1914 | 3. august 1917 | 3 år og 2 dage   | [ 21 ] [ 22 ]        |
| 2   |         | Generalløjtnant August Tuxen (1853–1929)  | 6. august 1917 | 5. maj 1918    | 0 år og 272 dage | [ 22 ] [ 23 ] [ 24 ] |
| 3   |         | Generalløjtnant Ellis Wolff (1856–1938)   | 5. maj 1918    | 31. marts 1919 | 0 år og 330 dage | [ 22 ] [ 25 ]        |

### Chef for Generalkommandoen
| No. | Portræt | Navn (Født–Død)                                  | Periode          | Periode            | Periode          | Ref.                 |
| No. | Portræt | Navn (Født–Død)                                  | Tiltrådte        | Aftrådte           | Tid på Posten    | Ref.                 |
| --- | ------- | ------------------------------------------------ | ---------------- | ------------------ | ---------------- | -------------------- |
| 1   |         | Generalløjtnant Ellis Wolff (1856–1938)          | 1. april 1923    | 19. oktober 1926   | 3 år og 183 dage | [ 26 ] [ 27 ]        |
| 2   |         | Generalløjtnant Anders Gjedde Nyholm (1861–1939) | 20. oktober 1926 | 31. juli 1931      | 4 år og 303 dage | [ 28 ] [ 29 ]        |
| 3   |         | Generalløjtnant Erik With (1869–1959)            | 1. august 1931   | 1. december 1939   | 8 år og 122 dage | [ 30 ] [ 31 ]        |
| 4   |         | Generalløjtnant William Wain Prior (1876–1946)   | 1. december 1939 | 30. september 1941 | 1 år og 303 dage | [ 30 ] [ 32 ] [ 33 ] |
| 5   |         | Generalløjtnant Ebbe Gørtz (1886–1976)           | 1. oktober 1941  | 30. september 1950 | 8 år og 364 dage | [ 34 ]               |

### Chef for Hærkommandoen
| No. | Portræt | Navn (Født–Død)                                  | Periode         | Periode           | Periode          | Ref.   |
| No. | Portræt | Navn (Født–Død)                                  | Tiltrådte       | Aftrådte          | Tid på Posten    | Ref.   |
| --- | ------- | ------------------------------------------------ | --------------- | ----------------- | ---------------- | ------ |
| 1   |         | Generalløjtnant Ebbe Gørtz (1886–1976)           | 1. oktober 1950 | 3. juli 1951      | 0 år og 275 dage | [ 34 ] |
| 2   |         | Generalmajor Erik C.V. Møller (1896–1972)        | 4. juli 1951    | 1957              | 5–6 år           | [ 35 ] |
| 3   |         | Generalmajor Viggo Hjalf (1900–1985)             | 1957            | 1960              | 2–3 år           | [ 36 ] |
| 4   |         | Generalmajor Valdemar Jacobsen (1902–1987)       | 1960            | 1967              | 6–7 år           | [ 37 ] |
| 5   |         | Generalmajor Otto Blixenkrone-Møller (1912–2006) | 1967            | 31. december 1969 | 1–2 år           | [ 38 ] |

### Chef for Hærstaben
| No.                 | Portræt        | Navn (Født–Død)                                       | Periode          | Periode           | Periode          | Ref.           |
| No.                 | Portræt        | Navn (Født–Død)                                       | Tiltrådte        | Aftrådte          | Tid på Posten    | Ref.           |
| Chef for Hæren      | Chef for Hæren | Chef for Hæren                                        | Chef for Hæren   | Chef for Hæren    | Chef for Hæren   | Chef for Hæren |
| ------------------- | -------------- | ----------------------------------------------------- | ---------------- | ----------------- | ---------------- | -------------- |
| 1                   |                | Generalmajor Otto Blixenkrone-Møller (1912–2006)      | 1. januar 1970   | 30. november 1972 | 2 år og 334 dage | [ 38 ]         |
| 2                   |                | Generalmajor Christian Vegger (1915–1992)             | 1. december 1972 | 1976              | 3–4 år           | [ 39 ]         |
| 3                   |                | Generalmajor Harald Martin Hermann Boysen (1922–2019) | 1976             | 30. juni 1982     | 5–6 år           | [ 40 ]         |
| Inspektør for Hæren |                |                                                       |                  |                   |                  |                |
| 1                   |                | Generalmajor Harald Martin Hermann Boysen (1922–2019) | 1. juli 1982     | 1987              | 4–5 år           | [ 40 ]         |
| 2                   |                | Generalmajor J. C. Essemann (født 1933)               | 1987             | 1990              | 2–3 år           | [ 41 ]         |
| 3                   |                | Generalmajor Kjeld Hillingsø (født 1935)              | 1990             | 31. december 1990 | 0 år             | [ 42 ]         |

### Chef for Hærens Operative Kommando
| No. | Portræt | Navn (Født–Død)                                  | Periode            | Periode            | Periode          | Ref.          |
| No. | Portræt | Navn (Født–Død)                                  | Tiltrådte          | Aftrådte           | Tid på Posten    | Ref.          |
| --- | ------- | ------------------------------------------------ | ------------------ | ------------------ | ---------------- | ------------- |
| 1   |         | Generalmajor Kjeld Hillingsø (født 1935)         | 1. januar 1991     | 1993               | 1–2 år           | [ 42 ]        |
| 2   |         | Generalmajor Ole Larsen Kandborg (født 1941)     | 1993               | 1997               | 3–4 år           | [ 43 ]        |
| 3   |         | Generalmajor Gustav Grüner (født 1944)           | 1997               | 1998               | 0–1 år           | [ 44 ]        |
| 4   |         | Generalmajor Hans Jesper Helsø (født 1948)       | 1998               | 27. september 2000 | 1–2 år           | [ 45 ]        |
| 5   |         | Generalmajor Jan Scharling (født 1946)           | 27. september 2000 | 27. september 2002 | 2 år og 0 dage   | [ 45 ]        |
| 6   |         | Generalmajor Poul Kiærskou (født 1954)           | 27. september 2002 | 14. januar 2009    | 6 år og 109 dage | [ 46 ] [ 47 ] |
| 7   |         | Generalmajor Niels Henrik Bundsgaard (født 1957) | 15. januar 2009    | 30. juni 2010      | 1 år og 166 dage | [ 48 ]        |
| 8   |         | Generalmajor Agner Rokos (født 1958)             | 1. juli 2010       | 31. marts 2013     | 2 år og 273 dage | [ 49 ]        |
| 9   |         | Generalmajor Per Ludvigsen (født 1957)           | 1. april 2013      | 1. oktober 2014    | 1 år og 183 dage | [ 50 ]        |

### Chef for Hærstaben
| No. | Portræt | Navn (Født–Død)                                   | Periode          | Periode           | Periode         | Ref.                 |
| No. | Portræt | Navn (Født–Død)                                   | Tiltrådte        | Aftrådte          | Tid på Posten   | Ref.                 |
| --- | ------- | ------------------------------------------------- | ---------------- | ----------------- | --------------- | -------------------- |
| 1   |         | Generalmajor Hans-Christian Mathiesen (født 1965) | 1. oktober 2014  | 24. oktober 2018  | 4 år og 23 dage | [ 51 ] [ 52 ] [ 53 ] |
| –   |         | Oberst Keld Robert Christensen (født 1963) fung.  | 24. oktober 2018 | 31. december 2018 | 68 dage         | [ 53 ] [ 54 ]        |

### Chef for Hærkommandoen
| No. | Portræt | Navn (Født–Død)                                  | Periode           | Periode         | Periode       | Ref.          |
| No. | Portræt | Navn (Født–Død)                                  | Tiltrådte         | Aftrådte        | Tid på Posten | Ref.          |
| --- | ------- | ------------------------------------------------ | ----------------- | --------------- | ------------- | ------------- |
| –   |         | Oberst Keld Robert Christensen (født 1963) fung. | 1. januar 2019    | 31. januar 2019 | 30 dage       | [ 53 ] [ 54 ] |
| –   |         | Generalmajor Kenneth Pedersen (født 1968) fung.  | 31. januar 2019   | 31. august 2019 | 204 dage      | [ 55 ]        |
| 1   |         | Generalmajor Michael Lollesgaard (født 1960)     | 1. september 2019 | 31. marts 2021  | 586 dage      | [ 56 ]        |
| –   |         | Brigadegeneral Gunner Arpe Nielsen (født ) fung. | 1. april 2021     | 15. maj 2021    | 44 dage       | [ 57 ]        |
| 2   |         | Generalmajor Gunner Arpe Nielsen (født 1967)     | 15. maj 2021      | 30. april 2024  | 1081 dage     | [ 58 ]        |
| 3   |         | Generalmajor Peter Harling Boysen (født 1963)    | 1. maj 2024       | Sidende         | 422 dage      | [ 59 ]        |